# Интерполяция методом ближайшего соседа

Результат интерполяции методом ближайшего соседа (синие линии) для функции одной переменной. Исходные значения функции (красные точки) заданы на регулярной сетке.

Результат интерполяции методом ближайшего соседа для случайного набора точек (черные точки на рисунке) в двумерном случае. Каждый цветной многоугольник представляет собой область, в которой все точки имеют одну и ту же ближайшую черную точку.

Интерполяция методом ближайшего соседа (ступенчатая интерполяция) — метод интерполяции, при котором в качестве промежуточного значения выбирается ближайшее известное значение функции.
Интерполяция методом ближайшего соседа является самым простым методом интерполяции.

## Связь с диаграммами Вороного
Для заданного множества точек в пространстве диаграммой Вороного называется разбиение пространства на такие области, что для всех точек области ближайшей к ним точкой из заданного множества является одна и та же точка. Это соответствует интерполяции методом ближайшего соседа, так как во всей области будет выбрано одно и то же значение интерполируемой функции.